# 2005 في الأرجنتين
فيما يلي قوائم الأحداث التي وقعت خلال عام 2005 في الأرجنتين.

## سياسة

### تعيين في المنصب
- 10 ديسمبر – أدولفو رودريغيز سا عضو مجلس الشيوخ الأرجنتيني.
- 10 ديسمبر – كارلوس منعم عضو مجلس الشيوخ الأرجنتيني.
- 10 ديسمبر – ماوريسيو ماكري عضو مجلس النواب في الأرجنتين.
- 14 ديسمبر – كريستينا فرنانديز دي كيرشنر عضو مجلس الشيوخ الأرجنتيني.

### انتهاء فترة المنصب
- 9 ديسمبر – أدولفو رودريغيز سا عضو مجلس النواب في الأرجنتين.
- 9 ديسمبر – رامون بويرتا عضو مجلس الشيوخ الأرجنتيني،عضو مجلس الشيوخ الأرجنتيني.
- 9 ديسمبر – كريستينا فرنانديز دي كيرشنر عضو مجلس الشيوخ الأرجنتيني.

## أفلام
من الأفلام التي صدرت هذه السنة في الأرجنتين:
- 1 يناير – المباركون بالنار من إخراج تريستان باوير.

## وفيات

### فبراير
- 17 فبراير – عمر سيفوري (مواليد 1935) لاعب كرة قدم إيطالي.

### يونيو
- 21 يونيو – غييرمو سواريز ماسون (مواليد 1924) عسكري أرجنتيني.

### سبتمبر
- 7 سبتمبر – نيكولينو لوكتشي (مواليد 1939) ملاكم أرجنتيني.

### ديسمبر
- 20 ديسمبر – أرجنتينا برونيتي (مواليد 1907)